# یامبا، نیو ساوت ولز
یامبا (به انگلیسی: Yamba) یک شهرک در استرالیا است که در نیو ساوت ولز واقع شده‌است.